# Други конгрес СК Босне и Херцеговине
Други конгрес Савеза комуниста Босне и Херцеговине одржан је од 25. до 27. децембар 1954. у Дому Народне милиције у Сарајеву. Конгресу је присуствовало 317 делегата.
Конгрес је отворио Ђуро Пуцар Стари секретар Извршног комитета ЦК СК Босне и Херцеговине, након чега је изабрано радно председништво Конгреса и увојен дневни ред — 1. Извештај Централног комитета Савеза комуниста Босне и Херцеговине, 2. Реферат о актуелним проблемима и задацима, 3. Извештај Ревизионе комисије и 4. Избор Централног комитета и Резивионе комисије СК Босне и Херцеговине и 5. Разно. Делегате конгреса испред Централног комитета СКЈ поздравио је Едвард Кардељ.
Као најважиније задатке за Савез комуниста Босне и Херцеговине Конгрес је поставио — даље развијање социјалистичких самоуправних друптвених односа, развијање и јачање улоге комуна као основе социјалистичког друштвеног система, јачање активности свих друштвено-политичких организација, развијање радничког самоуправљања и друштвеног управљања, системски рад на идеолошко-политичком образовању и васпитању комуниста и осталих гађана, борбу за учвршћивање братства и јединства свих југословенских народа и народности, борбу против антисоцијалистичке пропаганде и антисоцијалистичких елемената, подизање продуктивности рада, унапређивање привреде, социјалистички преображај села и идејно учвршћивање организација Савеза комуниста. Последњег дана рада Конгрес је изабрао 57 чланова Централног комитета и 17 чланова Ревизионе комисије СК Босне и Херцеговине.

## Централни комитет
Чланови Централног комитета Савеза комуниста Босне и Херцеговине изабрани на Другом конгресу СК Босне и Херцеговине 27. новембра 1954. године:
1. Нисим Албахари
2. Никола Андрић
3. Љубо Бабић
4. Јозо Бакрач
5. Мухидин Бегић
6. Влајко Беговић
7. Џемал Биједић
8. Данило Билановић
9. Стојан Белајац
10. Хасан Бркић
11. Тодор Вујасиновић
12. Душан Грк
13. Угљеша Даниловић
14. Нијаз Диздаревић
15. Илија Дошен
16. Ратко Дугоњић
17. Милутин Ђурашковић
18. Блажо Ђуричић
19. Раде Јакшић
20. Нико Јуринчић
21. Хајрудин Капетановић
22. Чедо Капор
23. Осман Карабеговић
24. Никола Котле
25. Душанка Ковачевић
26. Тодо Куртовић
27. Шефкет Маглајлић
28. Олга Марасовић
29. Пашага Манџић
30. Јоцо Марјановић
31. Слободан Марјановић
32. Илија Матерић
33. Саво Медан
34. Цвијетин Мијатовић
35. Асим Мујкић
36. Франц Новак
37. Грујо Новаковић
38. Дане Олбина
39. Милан Пантић
40. Радован Папић
41. Лепа Перовић
42. Милош Полић
43. Ђуро Пуцар Стари
44. Мићо Ракић
45. Радован Стијачић
46. Велимир Стојнић
47. Васо Трикић
48. Милан Трнинић
49. Салим Ћерић
50. Загорка Умићевић
51. Сафет Филиповић
52. Адем Херцеговац
53. Никола Цвијетић
54. Јованка Човић
55. Родољуб Чолаковић
56. Ибрахим Шатор
57. Владо Шегрт

## Извршни комитет ЦК
Чланови Извршног комитета Централног комитета Савеза комуниста Босне и Херцеговине изабрани на првој седници Централног комитета 27. новембра 1954. године:
1. Ђуро Пуцар Стари, секретар
2. Угљеша Даниловић
3. Илија Дошен
4. Рато Дугоњић
5. Нико Јуринчић
6. Шефкет Маглајлић
7. Пашага Манџић
8. Цвијетин Мијатовић
9. Грујо Новаковић
10. Радован Папић
11. Авдо Хумо
12. Владо Шегрт